# Тыллыминский 1-й наслег
Тыллыминский 1-й наслег — сельское поселение в Мегино-Кангаласском улусе Якутии Российской Федерации.
Административный центр — село Ломтука.

## География
Тыллыминский 1-й наслег граничит с другими сельскими поселениями района:
- Тыллыминский 2-й наслег,
- Нахаринский 1-й наслег,
- Нахаринский 2-й наслег,
- Хаптагайский наслег,
- Харанский наслег,
- Рассолодинский наслег[3].

Расположено в 15 км от улусного центра села Майя.

## История
Тыллыминский наслег был образован в 1822 году. Он состоял из 2 населённых пунктов — сёл Ломтука и Хатылыма.
В 2001 году село Хатылыма выделено в самостоятельный Тыллыминский 2-й наслег, а Тыллыминский наслег переименован в Тыллыминский 1-й наслег.
Статус и границы сельского поселения установлены Законом Республики Саха (Якутия) от 30 ноября 2004 года N 173-З N 353-III «Об установлении границ и о наделении статусом городского и сельского поселений муниципальных образований Республики Саха (Якутия)». 
10 февраля 1938 года в Тыллыминском наслеге родился первый академик из народа саха Владимир Петрович Ларионов. Он учёный и специалист в области машиностроения.

## Население
| 2002 | 2010 | 2011 | 2012 | 2013 | 2014 | 2015 |
| ---- | ---- | ---- | ---- | ---- | ---- | ---- |
| 798  | ↘701 | →701 | ↘688 | ↘681 | ↘676 | ↗682 |
| 2016 | 2017 | 2018 | 2019 | 2020 | 2021 |      |
| ↘674 | →674 | →674 | ↘658 | ↗665 | ↘663 |      |

## Состав сельского поселения
| № | Населённый пункт | Тип населённого пункта       | Население |
| - | ---------------- | ---------------------------- | --------- |
| 1 | Ломтука          | село, административный центр | ↘663      |